# 阿德里安·格魯伯格
阿德里安·格魯伯格（英語：Adrian Grunberg）是一名美國男導演和編劇。他以自編自導且頗受好評的犯罪驚悚片《致命反擊》（2012年）而聞名。此外，他大多在多部著名電影中擔任第一副導演，如《阿波卡獵逃》（2006年）、《驚爆萬惡城》（2010年）、《華爾街：金錢萬歲》（2010年）和《神隱任務：永不回頭》（2016年）。
2018年8月，據報導，格魯伯格將執導《藍波：最後一滴血》。該片於2019年上映。

## 外部連結
- 阿德里安·格魯伯格在互联网电影资料库（IMDb）上的資料（英文）